# Rosmarie Frick
Rosmarie Frick (* 26. Dezember 1949 in Bazenheid) ist eine Schweizer Krankenschwester und Dozentin für Mikrochirurgie am Universitätsspital Zürich.

## Leben
Rosmarie Frick wuchs als Bauerntochter in Oberbüren auf und entschied sich, Krankenschwester zu werden, als die Eltern ihren Bauernhof verkaufen mussten. Sie machte 1967/68 eine Ausbildung am Viktoriaspital in Bern und schloss eine praktische Tätigkeit am Spital in Flawil an. Zu dieser Zeit sorgte die Neurochirurgie in Zürich weltweit für Schlagzeilen und besonders Gazi Yaşargil führte bereits Bypass-Operationen an Hirngefässen zur Behandlung von Schlaganfällen durch.
Sie schloss sich dem Team von Gazi Yaşargil an und lernte ohne entsprechende Ausbildung, Neurochirurgie anzuwenden. Sie arbeitete in verschiedenen Spitälern, darunter jenen in Zürich, Olten und Bern. Von 1979 bis 2013 unterrichtete Frick die neurochirurgische Mikrochirurgie am Universitätsspital Zürich. In ihrer 40-jährigen Karriere unterrichtete sie zudem in Ländern wie Taiwan, China, Italien, der Türkei, Pakistan und Polen. Sie unterrichtete tausende junge Chirurgen, einschliesslich vieler Gefässchirurgen.
2017 erhielt sie den Ehrendoktortitel der Yeditepe Üniversitesi in Istanbul. Ihre Geschichte wurde 2018 von SRF in der Fernsehsendung Reporter dokumentiert. 